# NGC 7826
NGC 7826 – grupa gwiazd znajdująca się w gwiazdozbiorze Wieloryba, klasyfikowana jako asteryzm lub gromada otwarta. Została odkryta 9 grudnia 1784 roku przez Williama Herschela. Znajduje się w odległości ok. 2 tysięcy lat świetlnych od Słońca.